# Maksymilian Koczur

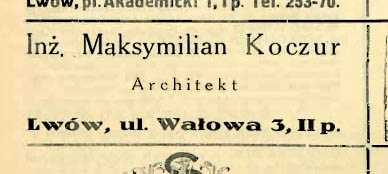
Reklama biura architektonicznego Maksymiliana Koczura

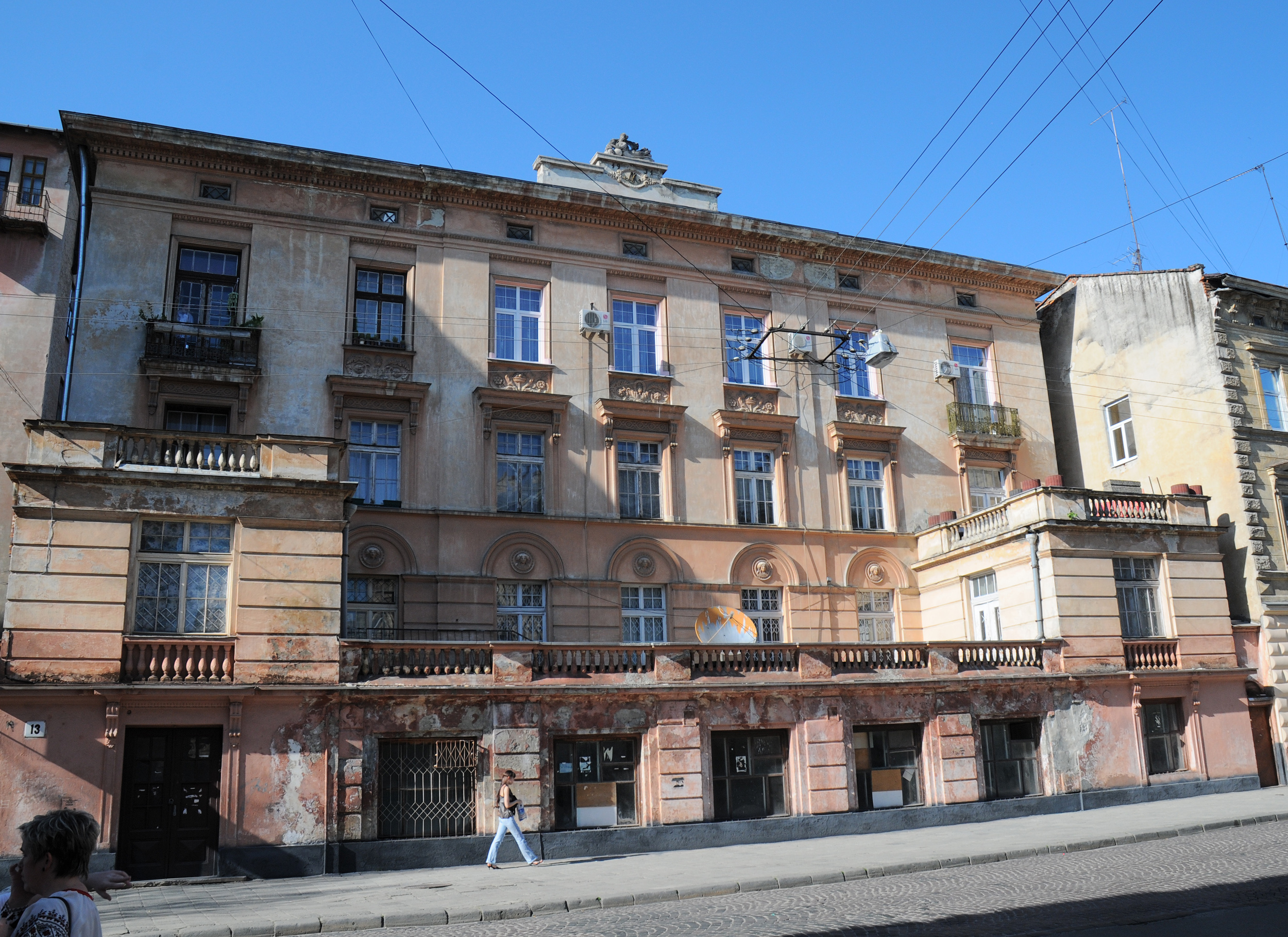
Kamienica przy ulicy Piekarskiej 13

Maksymilian Jan Stefan Koczur (ur. 26 grudnia 1885 w Jaworznie, zm. 7 września 1963 w Katowicach) – polski architekt, inżynier budownictwa.

## Życiorys
Studiował na Politechnice Lwowskiej, po ukończeniu nauki i otrzymaniu certyfikatu architekta w 1922 otworzył własne biuro architektoniczne przy ulicy Tadeusza Romanowicza 6, a następnie przy ulicy Wałowej 3. W 1930 wszedł w skład zespołu architektów projektujących Kolonię Profesorską w lwowskiej dzielnicy Krzywczyce.
W wyborach samorządowych z 21 maja 1939 ubiegał się o mandat radnego Rady Miasta Lwowa startując z Listy Chrześcijańsko-Narodowej i został zastępcą radnego S. Kistryna.
Po wysiedleniu Polaków ze Lwowa znalazł się we Wrocławiu, gdzie wykładał na Wydziale Budownictwa Uniwersytetu Wrocławskiego, gdzie uczył organizacji budowy. Pochowany na cmentarzu Rakowickim w Krakowie.

## Dorobek architektoniczny
- Kolonia Profesorska w dzielnicy Krzywczyce /1930/;
- Bloki mieszkalne przy ulicy Stryjskiej dla Zakładu Ubezpieczeń Pracowników Umysłowych we Lwowie
- Przebudowa kamienicy przy ulicy Piekarskiej 13 /1931/;

## Odznaczenia
- Srebrny Krzyż Zasługi (1938)[6].